# Il profumo delle viole/I ricordi più belli
Il profumo delle viole (1970) è il primo singolo pubblicato dalle Orme con la casa discografica Philips Records e segna l'inizio di una nuova fase artistica del complesso, che inizia la collaborazione con Gian Piero Reverberi nel ruolo di produttore. In questo periodo, dopo l'uscita del chitarrista Nino Smeraldi, il  gruppo si allontana dalle sonorità beat per avvicinarsi ad uno stile più sperimentale, benché il testo racconti una semplice storia d'amore. Al cambiamento contribuisce un viaggio del complesso al Festival dell'Isola di Wight.
Insieme alla facciata B (la semplice canzone I ricordi più belli), il singolo resta inedito su album per poi essere pubblicato su CD nella Studio Collection 1970-1980.
Testo e musica sono di Antonio Pagliuca e Aldo Tagliapietra.

## Formazione
- Aldo Tagliapietra - voce, basso
- Antonio Pagliuca - organo Hammond
- Michi Dei Rossi - batteria, percussioni